# Verdade Operária

"A Tesoura": preços a retalho e por grosso dos produtos agricolas e industriais na União Soviética de julho de 1922 a novembro de 1923. Foi neste contexto económica que decorreu a atividade da Verdade Operária

A Verdade Operária (Rabochaya Pravda) foi um grupo oposicionista socialista russo fundado em 1921. Publicavam um jornal com o mesmo nome, Rabochaya Pravda, que apareceu pela primeira vez em setembro de 1921.
A Verdade Operária considerava que a economia soviética havia se transformado em uma forma de capitalismo, com os gestores e organizadores técnicos como uma nova classe dirigente, junto com os empresários privados surgidos com a NEP (Nova Política Económica), tendo o Partido Comunista se tornado o representante dessa classe dominante, e já não do proletariado. Assim, a Verdade Operária, ainda que continuando a agir dentro do Partido Comunista, defendia que era necessário criar um novo partido dos trabalhadores.
Os seus principais ativistas foram presos em setembro de 1923 — sendo a atividade do grupo largamente suprimida a partir daí — e expulsos do Partido Comunista em dezembro do mesmo ano.

## Ideias
O seu programa (o "Apelo/Mensagem ao Proletariado Revolucionário e a Todos os Elementos Revolucionários Que Permanecem Fiéis à Classe Operária em Luta") foi divulgado em janeiro de 1923 pelo Sotsialisticheskii Vestnik, um jornal menchevique editado em Berlim.
A Verdade Operária considerava que durante a I Guerra Mundial o "capitalismo militar-estatal" tinha acelerado a tendência para a centralização da gestão da economia e dado origem a uma nova classe burguesa, composta pelos membros mais eficientes da velha burguesia junto com elementos oriundos da intelectualidade ligada à organização técnica. O grupo alegava que embora o Partido Comunista Russo tivesse sido o partido da classe operária, tinha se tornado "o partido dos organizadores e diretores do aparelho governamental e da vida económica segundo linhas capitalistas", e que estes (tal como os empresários privados surgidos com a Nova Política Económica) levavam uma vida de privilégios. Para lutarem contra essa situação, propunham a formação de círculos secretos de propaganda nos locais de trabalho, nos sindicatos e noutras organização de trabalhadores, e também no Partido Comunista e nas organizações a este ligadas.
O grupo considerava necessário criar um partidos dos trabalhadores (ainda que, pelo menos provisoriamente, aceitando o governo existente e o Partido Comunista), a partir tanto dos trabalhadores sem-partido como filiados no Partido Comunista, defendendo propostas como:
- Liberdade de expressão e associação para os "elementos revolucionários do proletariado";
- Luta contra a arbitrariedade administrativa;
- Fim do "fetiche" de reservar o direito de voto para os trabalhadores;[6]
- Defesa dos interesses económicos do proletariado e o cumprimento das leis laborais;
- Boas relações entre a república soviética e o que consideravam "países capitalistas avançados" - Alemanha e EUA - e boicotar a "reacionária" França;
- Apoio às burguesias nacionais dos países como a China, Índia ou Egito contra o colonialismo.

## Origens
As raízes intelectuais da Verdade Operária estão muito provavelmente no movimento Proletkult, e sobretudo no manifesto dos "Coletivistas", publicado em 1921 por alguns elementos desse movimento (e possivelmente também ligados à Oposição Operária), alertando para o perigo da intelectualidade burocrática se tornar uma classe dirigente num capitalismo de estado.
Os ativistas da Verdade Operária eram em sua maioria estudantes e oriundos das academias "vermelhas", isto é, as instituições de ensino superior criadas com o fim de formar a intelectualidade do novo regime. Apesar disso, defendiam que a promoção do trabalho cultural entre os operários industriais era mais importante do que financiar as universidades, já que estas seriam frequentadas por ex-operários que iriam passar para o lado dos tecnocratas.

## Relação com outros grupos oposicionistas
A Verdade Operária considerava que os mencheviques, embora fazendo uma boa análise da evolução ideológica e sociológica do Partido Comunista, defendiam posições reacionárias na economia por defenderem a devolução das empresas expropriadas aos seus antigos proprietários, enquanto os socialistas revolucionários teriam perdido a sua base social (os camponeses). Já a Oposição Operária teria elementos revolucionários entre os seus apoiantes (que a Verdade Operária deveria tentar cativar), mas um programa "objetivamente reacionário", que significaria voltar aos métodos do "comunismo de guerra".
Por seu lado o Grupo Operário, de Gavril Miasnikov, no seu manifesto, acusava a Verdade Operária de na prática (ao dizer que a Rússia já era capitalista) aceitar e promover a restauração do capitalismo, e limitando a classe operária a lutar apenas por melhores salários.

## Repressão

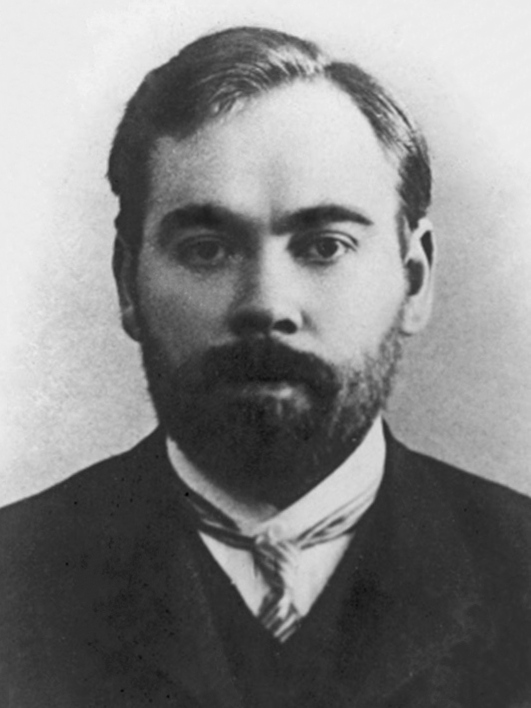
Alexander Bogdanov, detido durante as prisões de 1923.

Em agosto de 1923 houve uma vaga de greves nos principais centros industriais da Rússia, motivada pela crise económica surgida no principio desse ano (associada à subida dos preços dos bens da indústria em comparação com os dos produtos agricolas - a chamada "tesoura").
Receando que os grupos comunistas dissidentes como a Verdade Operária ou o Grupo Operário pudessem capitalizar a agitação laboral (ou estivessem mesmo a promovê-la) para obter apoio entre a classe trabalhadora, a direção do PC decidiu tomar medidas contra eles. Em  setembro de 1923 a polícia política soviética prendeu várias pessoas acusadas de terem ligações com a Verdade Operária, como Fanya Shutskever, Pauline Lass-Kozlova, Efim Shul’man, Vladimir Khaikevich e também o filósofo e "velho bolchevique" Alexander Bogdanov. Bogdanov negou qualquer ligação organizacional com o grupo, embora eles se afirmassem influenciados pelas suas ideias, e pediu uma reunião pessoal com Felix Dzerzhinsky, com quem falou antes de ser libertado a 13 de outubro.
Em dezembro de 1923, Fanya Samoilova Shutskever, Efim Rafailovich Shul'man, Vladimir Markovich Khaikevich, Yakov Grigorevich Budnitsky, Pauline Ivanovna Lass-Kozlova, Oleg Petrovich Vikman-Beleev e Nellie Georgievna Krym foram identificados como os líderes da Verdade Operária e expulsos do Partido Comunista (pelo menos Fanya Shutskever e Pauline Lass-Kozlova viriam a ser readmitidas no partido, em 1926 e 1927, respetivamente; Shutskever viria a ser de novo presa em 1938).
Com as prisões de setembro de 1923, a Verdade Operária foi efetivamente desmembrada.